# Rue Saint-Vincent (Nantes)
Pour les articles homonymes, voir Rue Saint-Vincent.
La rue Saint-Vincent est une voie de Nantes, en France.

## Situation et accès
Située dans le centre-ville de Nantes, la rue Saint-Vincent, qui relie la place Saint-Vincent à la place Saint-Jean, est bitumée et ouverte à la circulation automobile. Elle croise la rue de Strasbourg.

## Origine du nom
La rue doit son nom à la présence, jusqu'au début du XIXe siècle, de l'église Saint-Vincent, qui prit vers 1527 ce vocable, qui fait référence à Vincent de Saragosse.

## Historique
Jusqu'au XIIIe siècle, l'axe principal nord-sud de la cité liait le Port-Communeau, le long de l'Erdre, au Port-Maillard, le long de la Loire. Il était composé des actuelles rues des Pénitentes, Saint-Jean, Saint-Vincent, de Briord, place du Pilori, rues des Chapeliers et des Petites-Écuries. À la fin du Moyen Âge, l'axe de communication se déplace vers l'ouest. Il est formé des actuelles rues Léon-Blum (anciennement « rue du Port-Communeau »), Saint-Léonard, des Carmes, place du Change et rue de la Paix, dans le prolongement de la ligne des ponts franchissant la Loire. Dès lors, la rue Saint-Vincent fait partie d'un axe secondaire,.
En 1318, Thibaut de Rochefort, vicomte de Donges, fonde un couvent des Carmes, et installe les religieux dans l'« hôtel de Rochefort ». Cette vaste demeure et son terrain sont situés à l'angle des actuelles rues Saint-Vincent et Fénelon. Cependant, les Cordeliers, installés non loin de là vers le nord-est, font valoir un privilège qui leur a été accordé par le pape Clément IV, selon lequel aucun autre ordre religieux ne peut s'installer à moins de 310 mètres environ d'un de leurs établissements. Le couvent des Carmes est alors installé dans l'« hôtel de Rougé », entre les actuelles rues des Carmes et du Moulin, en 1325.
Le 23 mars 1456, le duc Pierre II de Bretagne et son épouse Françoise d'Amboise achètent l'« hôtel de Rochefort » et son terrain pour y installer un couvent de Clarisses (appelées « Saintes-Claires »), qui héberge à son ouverture des religieuses en provenance du monastère de Decize. Cet établissement occupe une grande partie du côté ouest de la rue Saint-Vincent.
Au XVIIIe siècle, la voie est large d'environ 5 mètres ; les parcelles sont petites (moins de 100 m2). Les propriétaires sont majoritairement des ecclésiastiques, mais la proportion d'artisans y est croissante.
Lors de la Révolution, en octobre 1792, les religieuses sont expulsées. Le couvent est transformé en prison, de mars 1793 à janvier 1795, et prend le nom de prison des Saintes-Claires. Peu à peu démantelé, l'établissement disparaît définitivement en 1898.  Pendant la Révolution, la voie est baptisée « rue Mably », du nom de l'abbé Gabriel Bonnot de Mably (1709-1785), philosophe français auteur de nombreux écrits.
En 1815, un mont-de-piété est installé dans l'« hôtel d'Espinose », à l'arrière des bâtiments du côté est de la rue, et au nord de l'église ; l'accès se fait par la place Saint-Vincent.
La rue Saint-Vincent est coupée en deux lors du percement, en 1874, de la « rue de Châteaudun » (devenue depuis rue du Général-Leclerc-de-Hauteclocque).
Après cette opération, la mairie achète un immeuble à l'angle de la rue de Strasbourg et de la « rue de Châteaudun » pour agrandir le mont-de-piété.